# マシュー・ビアード
マシュー・ビアード（Mathew Beard、1870年7月9日? - 1985年2月16日）は、当時の世界最高齢記録を保持していた人物。

## 人物
114歳に達した最初の確証ある人物として認定されたのは死後28年後の2013年9月のことであった。また、存命中は日本の泉重千代（1865年? - 1986年）の記録が認められていた。またビアード本人にも存命中に生年に異論があり、彼を見た人々は、実年齢はもっと若いと話していたという。
1980年9月5日、チャーリー・フィリップスが死去したことに伴い、男性世界最高齢となった。さらに、1983年10月13日、エマ・ウィルソンが死去したことに伴い、世界最高齢となった。1984年4月18日には、ファニー・トーマスの記録を上回り、確証のある人物の中では歴代最高齢となった。
1985年2月16日、死去。114歳と222日だった。ビアードの死後、僅か1年後の1986年3月にアウグスタ・ホルツにより世界歴代最高齢の記録は破られている。男性としての歴代最高齢記録は1997年3月にクリスチャン・モーテンセンによって破られた。
2023年3月、アメリカの老年学研究者団体ジェロントロジー・リサーチ・グループ (GRG)の関連組織であるLongeviQuestにより、実際の没年齢は98歳であり、その長寿記録は不正確なものであったと結論付けられた。
かつては秘密結社フリーメイソンのメンバーであった。